# ناحیه ادل، شهرستان شریدان، کانزاس
شهرستان ادل، بخش شریدان، کانساس (به انگلیسی: Adell Township, Sheridan County, Kansas) در ایالات متحده آمریکا است که در کانزاس واقع شده‌است.

## خصوصیات
شهرستان ادل ۱۲ نفر جمعیت دارد و ۸۰۸٫۹۵ متر بالاتر از سطح دریا واقع شده‌است.